# Erpur Meldungsson
Erpur Meldungsson (ou Erp, n. 867) foi um víquingue das Ilhas Britânicas, possivelmente Escócia, que acompanhou Aud la Sabia na sua viagem pela colonização para a Islândia. Erp era filho de um jarl chamado Meldun, e desconhece-se as circunstâncias pelas quais acabou por se tornar thrall (escravo) da matriarca Aud, possivelmente foi uma situação forçada por alguma dívida. Segundo a saga de Laxdœla, foi libertado pela sua senhora e recebeu as terras chamadas Saudafells para fundar a sua própria fazenda. Aud refere sobre sua pessoa: 
«Nunca foi minha intenção que um homem de tão elevada casta fosse chamado de escravo»
Erp teve três filhos: Ásgeir Erpsson, e Skáti Erpsson, possivelmente gémeos, pois ambos nasceram em 898 na Escócia, e Halldís Erpsdóttir (n. 905), que casaria com Dala-Alf Eysteinsson.